# Лейст, Олег Эрнестович
Олег Эрнестович Лейст (24 мая 1925, Москва — 16 сентября 2003, там же) — советский и российский учёный-правовед, специалист по теории права и государства и истории политических и правовых учений. Доктор юридических наук, профессор.

## Биография
Родился в Москве. Внук геофизика Эрнеста Егоровича Лейста.
Участник Великой Отечественной войны.
Окончил Московский юридический институт в 1949 году и аспирантуру в 1953 году.
Кандидат юридических наук (1953), тема диссертации: «Общественно-политические взгляды богомилов как выражение революционной оппозиции против феодализма в средневековой Болгарии».
В 1953—1958 годах работал в ВЮЗИ, в 1958—1961 годах — во Всесоюзном институте юридических наук Министерства юстиции СССР (ныне — Институт законодательства и сравнительного правоведения при Правительстве РФ).
С 1961 года и до смерти работал на юридическом факультете МГУ им. М.В. Ломоносова (кафедра теории государства и права).
Доктор юридических наук (1979), тема диссертации: «Теоретические проблемы санкций и ответственности по советскому праву».
Профессор с 1980 года.
Был одним из немногих профессоров, так и не вступивших в КПСС.
В своих работах последовательно критиковал либертарно-юридическую теорию В. С. Нерсесянца.

## Научная и преподавательская деятельность
Область научных интересов — история политических и правовых учений и теория права и государства, в особенности — проблемы юридической ответственности, природы и структуры правовых норм, правопонимания.
Опубликовал около 100 научных работ, наиболее значительны из которых монографии:
- Учение Бенедикта Спинозы о государстве и праве. — М.: Госюриздат, 1960. — 56 с.
- Санкции в советском праве. — М.: Госюриздат, 1962. — 238 с.
- Вопросы государства и права в трудах социалистов-утопистов XVI—XVII веков. — М.: Изд-во Моск. ун-та, 1966. — 130 с.
- Политическая идеология утопических социалистов Франции в XVIII веке. — М.: Изд-во Моск. ун-та, 1972. — 157 с.
- Санкции и ответственность по советскому праву. Теоретические проблемы. — М.: Изд-во Моск. ун-та, 1981. — 240 с.
- Сущность права. Проблемы теории и философии права. — М.: Зерцало-М, 2002. — 288 с. (2-е изд.: М.: Зерцало, 2008. — 352 с.)

Соавтор многочисленных учебников и учебных пособий по теории права и государства и истории политических и правовых учений.
Читал лекционные курсы: «История политических и правовых учений», «Актуальные проблемы теории права и государства», «Теоретические проблемы власти и управления», «Теоретические и методологические проблемы истории политических учений» и др.

## Награды
- Орден Отечественной войны I степени
- Орден Славы III степени
- Медаль «За оборону Москвы»
- Другие медали
- Заслуженный профессор Московского университета